# Cierges
Cierges ist eine französische Gemeinde mit 64 Einwohnern (Stand 1. Januar 2022) im Département Aisne in der Region Hauts-de-France. Sie gehört zum Arrondissement Château-Thierry, zum Kanton Fère-en-Tardenois und zum Gemeindeverband Région de Château-Thierry.

## Geografie
Die Gemeinde Cierges liegt im Südwesten der Region Picardie auf dem Plateau von Tardenois im Omois, 33 Kilometer südwestlich von Reims und sieben Kilometer südöstlich von Fère-en-Tardenois zwischen Sergy im Nordwesten und Ronchères im Süden. Der Ourcq fließt durch das Gemeindegebiet. Südwestlich der Gemeinde liegt ein großer Wald namens Bois Meunière.

## Geschichte
1154 wurde Cierges als Cirgis im Kopialbuch des Klosters Saint-Yved zum ersten Mal urkundlich erwähnt. 1234 wurde es als Cierge im Kopialbuch des Klosters Abbaye Notre-Dame d’Igny in Arcis-le-Ponsart erwähnt. 1383 wurde es in Unterlagen des Vermandois als Sierges erwähnt. Melleville schrieb in seinem Dictionnaire historique du département de l'Aisne, dass der Ortsname vom mittellateinischen Wort cerchia, „Kreis“, abgeleitet ist. Im modernen Französisch bedeutet Cierges „Kerzen“.
Im 16. und 17. Jahrhundert war Cierges Lehen der Familie du Houx, im 18. Jahrhundert, bis zur Französischen Revolution (1789–1799), gelangte es durch Heirat in den Besitz der Barone von Fruges.

### Erster Weltkrieg

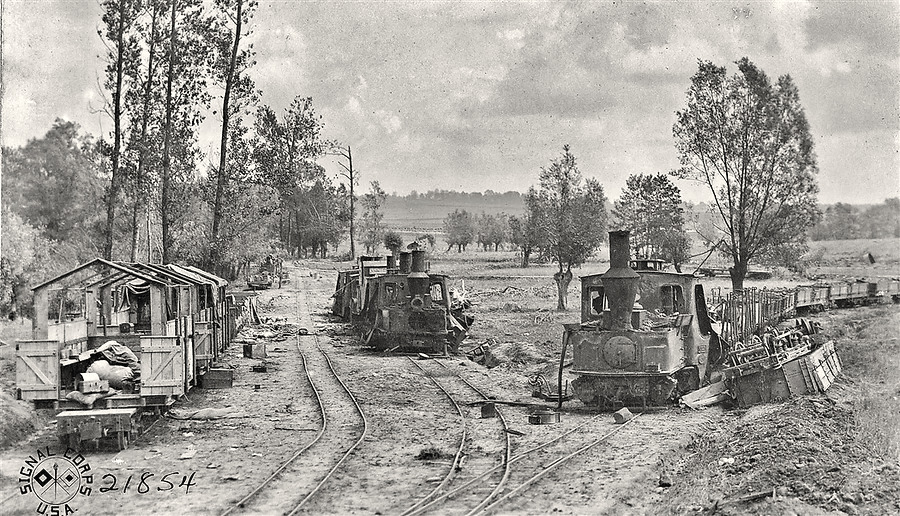
Am 3. August 1918 eroberten die Amerikaner den deutschen Feldbahn-Bahnhof bei Cierges, auf dem zuvor von den Deutschen eroberte französische Péchot-Bourdon-Feldbahnlokomotiven abgestellt waren

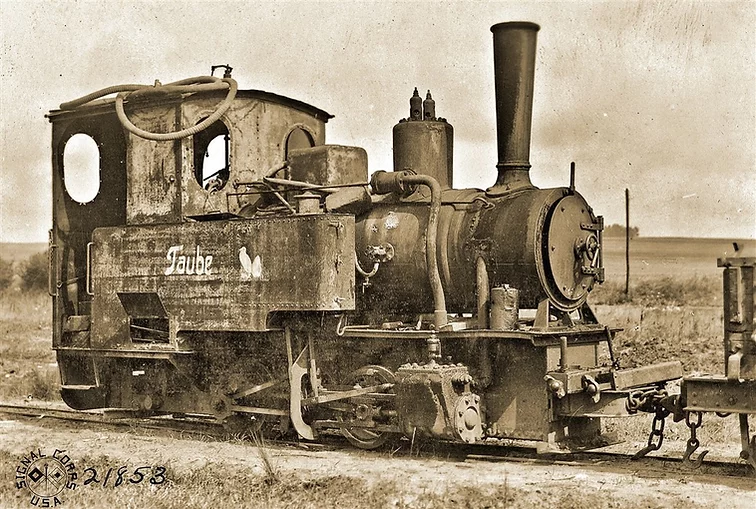
Von den Amerikanern am 2. August 1918 bei Cierges eroberte deutsche O&K-Dampflok Taube

Die 32. Division der US-amerikanischen Nationalgarde beteiligte sich ab dem 30. Juli 1918 an der Zweiten Schlacht an der Marne. Ihre erster Befehl wurde zusammen mit den Pennsylvanianern der 28. Infanterie-Division ausgeführt: Am 31. Juli 1918 nahm das 127. Infanterie-Regiment der 32. Division gegen 14 Uhr das Dorf Cierges ein. Sie setzten daraufhin ihren Vormarsch fort und versuchten, den Wald von Les Jomblets und die Bellevue Farm auf den Höhen nördlich des Dorfes zu erobern. Sie wurden durch schweres feindliches Feuer gezwungen, sich aus diesem Wald zurückzuziehen.
Am 1. August 1918 nahm die Division in einem Angriff am frühen Morgen Les Jomblets ein und setzte sich etwa eine halbe Meile weiter fest. Dort schlugen die Truppen einen Gegenangriff zurück, der kurz nach Tagesanbruch erfolgte. Gegen 9 Uhr morgens wurden sie jedoch durch einen heftigen, von der Artillerie unterstützten deutschen Gegenangriff zurückgedrängt. Am Nachmittag wurde Les Jombles schließlich von der 32. Division in zwei getrennten Regimentsangriffen eingenommen und gehalten.
Obwohl die Verluste, die den Kämpfen um Cierges zuzuschreiben sind, nicht getrennt aufgeschlüsselt wurden, machen sie einen erheblichen Teil der 4.500 Toten und Verwundeten aus, die die Division in den neun Tagen, die sie vom 30. Juli bis zum 7. August an der Front kämpfte, erlitt. Die Franzosen gaben der 32. Division den Spitznamen Les Terribles und verlangten, dass sie in dem Sektor verblieb, als die anderen amerikanischen Einheiten neu eingeteilt werden.

### Bevölkerungsentwicklung
| Jahr      | 1962 | 1968 | 1975 | 1982 | 1990 | 1999 | 2006 | 2013 | 2021 |
| Einwohner | 122  | 111  | 121  | 78   | 81   | 62   | 72   | 72   | 66   |

## Sehenswürdigkeiten

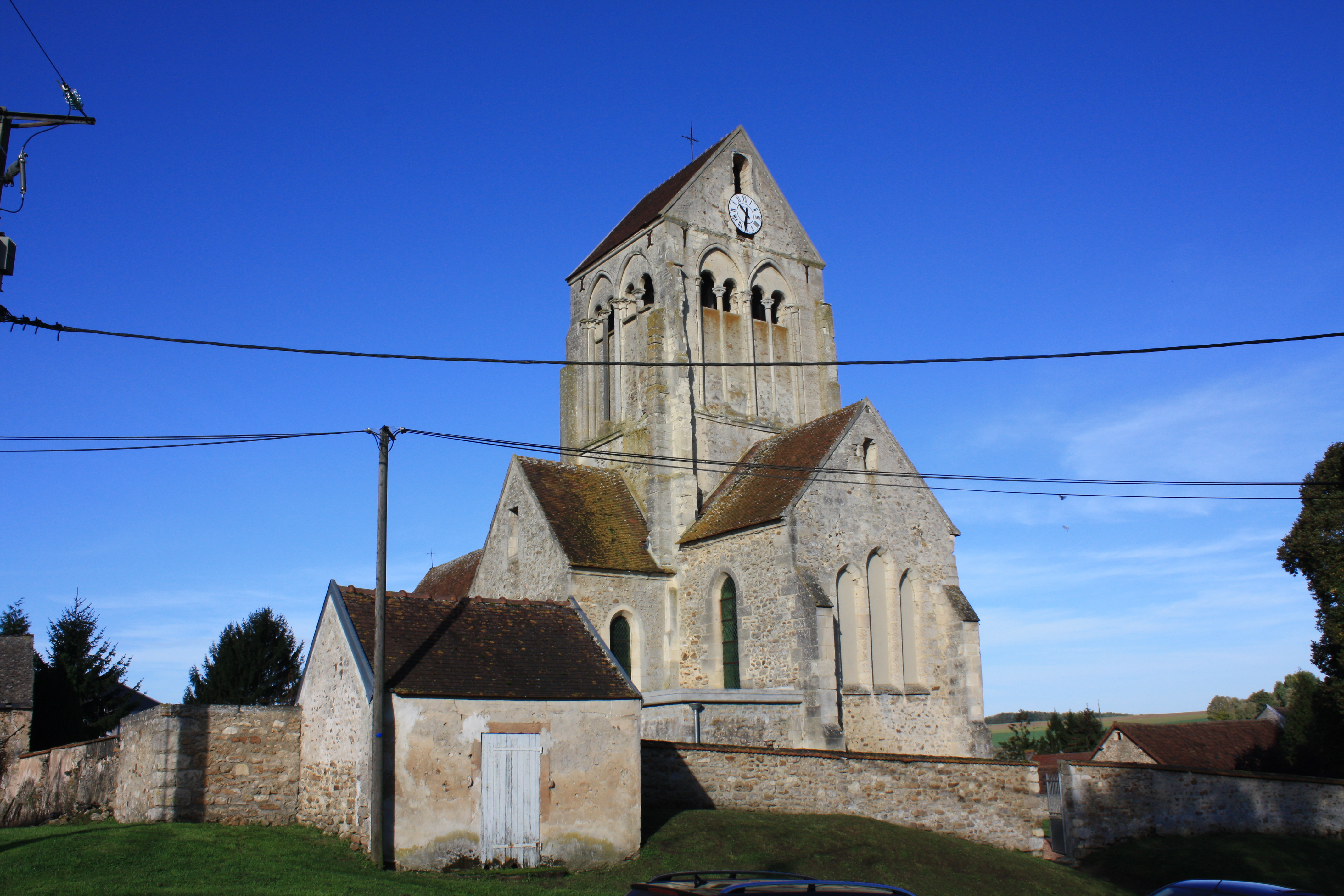
Kirche Notre-Dame

- Der Dolmen von Caranda aus der Jungsteinzeit wurde 1889 als Monument historique eingestuft.
- Die Kirche Notre-Dame wurde im 12. Jahrhundert erbaut und im 13. Jahrhundert vergrößert. Sie wurde  1920 als Monument historique klassifiziert.[2] Fotos von 1920 zeigen, dass sie damals, wahrscheinlich infolge des Ersten Weltkriegs beschädigt war.[3] In der Kirche befinden sich zwei weitere Monuments historiques, ein Altarretabel von 1667 und ein Bild auf dem Lambris des Chores, auf dem die Apostel und Arabesken dargestellt sind.[4]